# San Luis (norra Ocosingo kommun)
San Luis är en ort i Mexiko.   Den ligger i kommunen Ocosingo och delstaten Chiapas, i den sydöstra delen av landet, 800 km öster om huvudstaden Mexico City. San Luis ligger 737 meter över havet och antalet invånare är 556.
Terrängen runt San Luis är kuperad åt nordost, men åt sydväst är den bergig. Runt San Luis är det glesbefolkat, med 16 invånare per kvadratkilometer. Närmaste större samhälle är Taniperla, 17,0 km sydost om San Luis. I omgivningarna runt San Luis växer i huvudsak städsegrön lövskog.